# Raiffeisen Arena (Porrentruy)
La Raiffeisen Arena, chiamata Patinoire du Voyeboeuf prima della ristrutturazione avvenuta nel 2020 è una pista di ghiaccio situata a Porrentruy, nel canton Giura, in Svizzera.
Aperta nel 1973, accoglie tutte le partite dell'Hockey Club Ajoie, attualmente nella Lega Nazionale A.
Ha una capacità totale di 4761 posti.